# Мяунджа
Мя́унджа (от эвен. мэвундя — «большое сердце», где мевун — «сердце», а -ндя — увеличительный суффикс) — посёлок городского типа в Сусуманском районе Магаданской области на реке Мяунджа. В посёлке расположена Аркагалинская ГРЭС.
Население — 977 чел. (2024).

## География
Расположен у Колымской автотрассы, в 15 км восточнее Кадыкчана. Расстояние до административного центра 60 км. В среднем течении реки Мяунджи находится гранитный массив с таким же названием, который по своей форме напоминает громадное человеческое сердце, на что и обратил внимание в своё время геолог Б. И. Вронский.

## История
Первое время центральный энергоузел в посёлке Мяунджа состоял из трёх автономных комбинатов: Аркагалинского, Тасканского и Тенькинского; по мере развития промышленности появилась необходимость в более мощной базисной станции; проектное задание на строительство такой станции разработали и утвердили в 1949 году.
В 1950 году на берегу речки Мяунджа началась подготовка площадки под строительство Аркагалинской ГРЭС, стоимость только первой очереди которой была в 7 раз выше стоимости самого крупного объекта Дальстроя того времени. Проект электростанций выполнял институт «Теплопроект» Ленинграда, а вспомогательные объекты разрабатывались местным институтом «Дальстройпроект». В качестве источника водоснабжения станции выбрали реку Мяунджу, для чего предусмотрели возведение плотины, первой в СССР, которая должна была эксплуатироваться в условиях вечной мерзлоты.
Более 3 тысяч человек строили эту электростанцию, она была введена в строго запланированные сроки: первый турбогенератор запустили в декабре 1954 года, а 13 января 1955 года под нагрузку был поставлен турбоагрегат мощностью 25 МВт. 8 декабря 1968 года станция была включена в общее энергетическое кольцо Колымы и её мощности стали подавать не только в Сусуманский, но и в другие районы Магаданской области, а также и в Оймяконский район Якутской АССР. Вывели турбоагрегат из работы в 1996 году Однако Аркагалинская ГРЭС в магаданской энергосистеме действует как горячий резерв на случай возникновения нештатных ситуаций: например, при сбоях в работе Колымской ГЭС или авариях на ЛЭП.
Статус посёлка городского типа — с 1957 года. Возле посёлка находились теплицы овощеводческого совхоза «Энергетик», обогреваемые тёплой водой от электростанции, что позволило выращивать в них помидоры, огурцы и даже виноград.

## Население
| 1959  | 1970  | 1979  | 1989  | 1991  | 1992  | 1993  |
| ----- | ----- | ----- | ----- | ----- | ----- | ----- |
| 4390  | ↘3342 | ↗5001 | ↗5090 | ↘4902 | ↘4611 | ↘3943 |
| 1994  | 1995  | 1996  | 1997  | 1998  | 1999  | 2000  |
| ↘3684 | ↘3304 | ↘3106 | ↘2960 | ↘2865 | ↘2740 | ↘2662 |
| 2001  | 2002  | 2004  | 2005  | 2006  | 2007  | 2008  |
| ↘2555 | ↘2131 | ↘2059 | ↘2004 | ↘1912 | ↘1856 | ↘1844 |
| 2009  | 2010  | 2011  | 2012  | 2013  | 2014  | 2015  |
| ↘1812 | ↘1663 | ↘1646 | ↗1747 | ↘1729 | ↘1679 | ↘1677 |
| 2016  | 2017  | 2018  | 2019  | 2020  | 2021  | 2023  |
| ↘1668 | ↘1618 | ↘1559 | ↘1501 | ↘1419 | ↘1069 | ↘1033 |
| 2024  |       |       |       |       |       |       |
| ↘977  |       |       |       |       |       |       |